# Statische wrijving

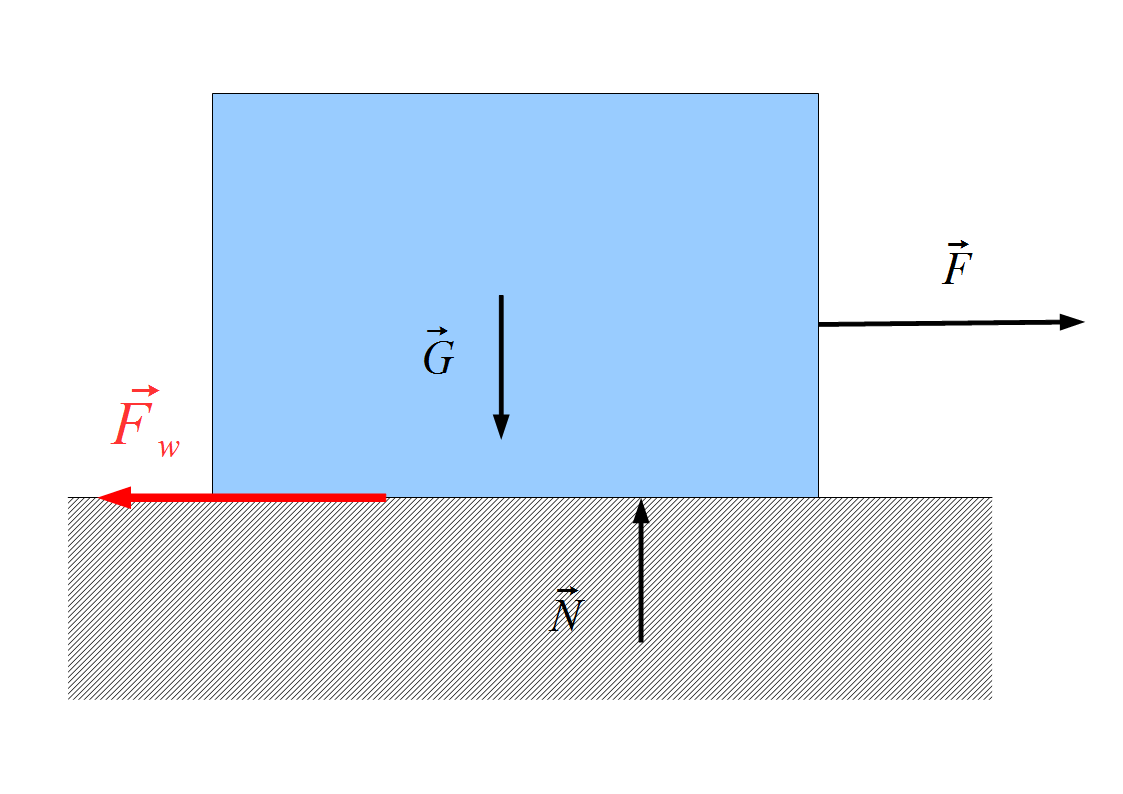
Wrijving op een eenvoudige blok, die zich enkel evenwijdig met een oppervlak kan verplaatsen

In de natuurkunde is statische wrijving de weerstand die ontstaat als twee oppervlakken die tegen elkaar aan gedrukt worden, een kracht langs het oppervlak ondergaan, voordat ze in beweging komen. Voor lichamen die alleen een evenwijdige verplaatsing kunnen maken met een oppervlak, en puntmassa's, volstaat de eenvoudige vaststelling dat statische wrijving er de oorzaak van is dat er een kracht evenwijdig met het contactoppervlak op het lichaam uitgeoefend kan worden zonder dat het in beweging komt.

## Definitie

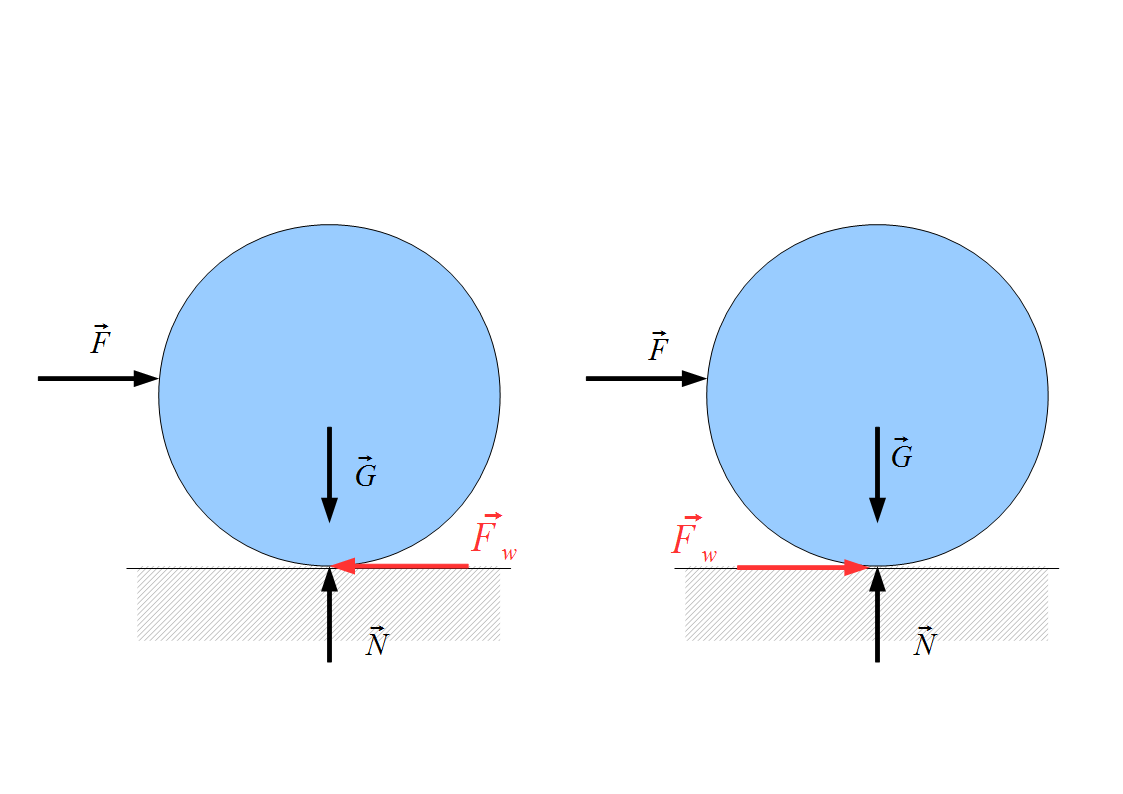
Mogelijke richting van de wrijvingskracht

Algemeen is statische wrijving het verschijnsel dat er een kracht evenwijdig met het contactoppervlak tussen twee lichamen moet uitgeoefend worden om de contactpunt(en) te verplaatsen. Indien die kracht nul (theoretisch juist: “oneindig klein”) zou zijn, is het contactoppervlak glad.

## Richting
De wrijvingskracht {\displaystyle {\vec {F_{w}}}}, is in richting tegengesteld aan de beweging die het contactpunt (de contactpunten), zou(den)  hebben  indien er beweging  zou ontstaan. Indien men zich beperkt tot puntmassa's en lichamen die enkel een beweging evenwijdig met het contactoppervlak  kunnen ondergaan, is er geen groot probleem voor de richting van de wrijvingskracht.
Zodra echter andere bewegingen mogelijk zijn, kunnen er problemen ontstaan. Bijvoorbeeld: een rond lichaam ligt op een oppervlak. Bij het uitoefenen van een kracht op dat lichaam moet men zich afvragen hoe het contactpunt zou bewegen bij een te gladde ondergrond. Soms is het zelfs niet mogelijk dit te weten zonder berekening. Er is hier wel sprake van statische wrijving, zelfs als dit lichaam rolt zonder glijden. Het contactpunt heeft namelijk snelheid nul: zie momentane pool.

## Grootte
De grootte van de wrijvingskracht is afhankelijk van de andere krachten en kan bepaald worden met de methode van het vrijmaken. 
Er bestaat echter een maximumgrootte {\displaystyle \mu _{s}N}, de statische wrijvingscoëfficiënt {\displaystyle \mu _{s}} maal de normaalkracht {\displaystyle N}.
Dikwijls wordt de wrijvingskracht verward met zijn maximale waarde.

## Beweging
Zodra er beweging is van het contactpunt (de contactpunten), spreekt men van dynamische wrijving.

## Statische wrijving in de autotechniek
Tussen banden en wegdek is het zowel voor het remmen als voor het optrekken belangrijk een zo groot mogelijke wrijving te hebben. Hier is trouwens wrijving geen nadelige weerstand, men probeert in dit geval dan ook zo veel mogelijk wrijving te bekomen. Snel optrekken gebeurt dus het best met wielen die juist niet doorslippen, die dus rollen zonder glijden. Doelmatig remmen gebeurt ook het best met wielen die juist nog rollen zonder glijden. Vroeger sprak men van pompend remmen, nu gebruikt men dikwijls ABS-systemen.